# Deutsche Wertungszahl
Die Deutsche Wertungszahl (kurz DWZ) ist eine Wertungszahl im Schach, um die Spielstärke einzelner Spieler zu vergleichen.

## Allgemein
Die DWZ setzt sich zusammen aus der eigentlichen Wertungszahl als Maß für die Spielstärke und – davon durch ein „-“ getrennt – der Anzahl der bisherigen DWZ-Auswertungen, dem sogenannten Index.
Das Modell der Wertungszahl basiert darauf, anhand der Differenz zur gegnerischen DWZ vorauszusagen, wie viele Punkte ein Spieler erzielen wird. Eine höhere DWZ entspricht dabei einer Gewinnerwartung von über 50 %, also einer höheren Spielstärke. Beispielsweise wird erwartet, dass ein um 200 Punkte besser bewerteter Spieler aus 10 Partien etwa 7,5 Punkte erzielen wird. Dabei macht das Modell keine Aussage, wie sich die 7,5 Punkte zusammensetzen; möglich wäre zum Beispiel: 6 Siege, 3 Remis und 1 Niederlage.
Nach jeder DWZ-Auswertung (typischerweise bestehend aus allen Partien eines Turniers) wird die DWZ entsprechend dem tatsächlich erzielten Ergebnis angepasst: Hat der Spieler mehr Punkte als erwartet erzielt, steigt seine DWZ.
| Deutsche Wertungszahl | Ungefähre Bedeutung                   |                                       |
| --------------------- | ------------------------------------- | ------------------------------------- |
| < 1000                | Anfänger                              | Anfänger                              |
| 1000–1300             | Fortgeschrittener                     | Fortgeschrittener                     |
| 1300–1600             | Normaler Vereinsspieler               | Normaler Vereinsspieler               |
| 1600–1900             | Überdurchschnittlicher Vereinsspieler | Überdurchschnittlicher Vereinsspieler |
| 1900–2100             | Herausragender Vereinsspieler         | Herausragender Vereinsspieler         |
| 2100–2300             | Oberligaspieler                       | Oberligaspieler                       |
| 2300–2500             | Bundesligaspieler                     | Bundesligaspieler                     |
| 2500–2700             | Großmeister                           | Großmeister                           |
| > 2700                | Weltklassespieler                     | Weltklassespieler                     |

## Geschichte
Die Einführung der DWZ wurde vom Deutschen Schachbund (DSB) nach der Wiedervereinigung beschlossen. Bis zum 1. Januar 1993 wurde die DWZ flächendeckend eingeführt und löste das Ingo-System des Deutschen Schachbundes der BRD und das NWZ-System des Deutschen Schachverbandes der DDR ab. Die DWZ ist mit der Elo-Zahl der FIDE vergleichbar, wurde aber im Laufe der Jahre stetig fortentwickelt. Bei der Entwicklung wurden die Erfahrungen aus dem Ingo-System und dem NWZ-System berücksichtigt. Die Skala der Spielerstärke reicht von etwa 500 (Anfänger) bis über 2800 (Weltmeister), theoretisch ist sie allerdings nach oben und unten offen. Die Auswertung der Turniere wird durch DWZ-Referenten vorgenommen, die die erfassten Turniere an die Wertungszentrale des DSB weiterleiten, wo die zentrale Wertungsdatenbank (ZDB) geführt wird. Dort wird dann dem Endtermin eines Turniers entsprechend eine chronologische Nachberechnung durchgeführt.

## Berechnung der DWZ
Grundlage für die Berechnung ist eine Normalverteilung, deren Dichte als Gauß’sche Glockenkurve bekannt ist. Für die Berechnung wird ein Integral benutzt, um die Gewinnerwartung zu bestimmen. Es werden nur am Schachbrett erzielte Resultate gegen Gegner mit einer DWZ berücksichtigt.

### Grundformel
Die DWZ wird folgendermaßen berechnet:
{\displaystyle Z_{n}=Z_{0}+{\frac {800}{E+n}}(W-W_{e})}
Z0: bisherige DWZ
Zn: neue DWZ
W: Erzielte Punkte
We: erwartete Punkte
n: Anzahl der gespielten Partien
E: Entwicklungskoeffizient

#### Erwartete und erzielte Punkte
Die erzielten Punkte {\displaystyle W} sind die Summe der Partieergebnisse, wobei ein Gewinn als 1 Punkt zählt, ein Remis als 0,5 Punkte und eine Niederlage als 0 Punkte.
{\displaystyle W=\sum _{i}^{n}s_{i}}
Die erwarteten Punkte {\displaystyle W_{e}} sind entsprechend die Summe der erwarteten Partieergebnisse. Das erwartete Ergebnis einer Partie ist dank der passenden Punkteskala einfach die Gewinnwahrscheinlichkeit {\displaystyle P(D)}, welche nur von der DWZ-Differenz {\displaystyle D} der Wertungszahl {\displaystyle Z} des betrachteten Spielers und der seiner Gegner {\displaystyle Z_{i}} abhängt.
{\displaystyle W_{e}=\sum _{i}^{n}P(Z-Z_{i})\ }
Für die Gewinnwahrscheinlichkeit wird eine Normalverteilung {\displaystyle {\mathcal {N}}(\mu =0;\sigma ^{2}=80000)} angenommen.
Die Verteilungsfunktion der Normalverteilung ist durch
{\displaystyle F(x)={\frac {1}{\sigma {\sqrt {2\pi }}}}\int _{-\infty }^{x}e^{-{\frac {1}{2}}\left({\frac {t-\mu }{\sigma }}\right)^{2}}\mathrm {d} t}
gegeben. Mit den entsprechenden Werten für {\displaystyle \mu } und {\displaystyle \sigma ^{2}} ergibt sich folgende Funktion der Gewinnwahrscheinlichkeit:
{\displaystyle P(D)={\frac {1}{400{\sqrt {\pi }}}}\int _{-\infty }^{D}e^{-\left({\frac {t}{400}}\right)^{2}}\mathrm {d} t}
Da die Formel etwas unhandlich ist, wird zum Abschätzen der Ergebnisse die folgende Näherungsformel verwendet, die einer zentrierten logistischen Verteilung mit {\displaystyle (\alpha =0;\beta ={\tfrac {400}{\ln 10}})} und einer resultierenden Standardabweichung von ca. 315 entspricht. Sie wird auch bei der Berechnung der Elo-Zahl verwendet.
{\displaystyle P(D)\approx {\frac {1}{1+e^{-{\tfrac {\ln 10}{400}}\cdot D}}}={\frac {1}{1+10^{-{\tfrac {1}{400}}\cdot D}}}}
Für die Werte der erwarteten Punkte gibt es in der Wertungsordnung des Deutschen Schachbundes eine Tabelle. Diese enthält allerdings nur für die Beträge der Wertungszahldifferenzen entsprechende Einträge.

#### Der Entwicklungskoeffizient
Ein weiterer Bestandteil ist der Entwicklungskoeffizient E. Er setzt sich aus dem Grundwert E0, dem Beschleunigungsfaktor a und dem Bremszuschlag B zusammen:
{\displaystyle E=a\cdot E_{0}+B}
mit
{\displaystyle E_{0}=\left({\frac {Z_{0}}{1000}}\right)^{4}+J}
Die Komponente J ist abhängig vom Alter des Spielers. Bei Jugendlichen bis 20 Jahre: J = 5, bei Junioren (21 – 25 Jahre): J = 10, bei Spielern über 25 Jahre: J = 15.
{\displaystyle a={\frac {Z_{0}}{2000}}}
Beim Beschleunigungsfaktor a gilt: Dieser darf nicht größer sein als 1 und nicht kleiner als 0,5. Außerdem wird er nur berechnet, wenn der Spieler unter 20 Jahre alt ist und mehr Punkte als erwartet erzielt wurden. Falls dies nicht der Fall ist, ist der Beschleunigungsfaktor 1. Der Beschleunigungsfaktor hilft jüngeren Spielern, ihre DWZ schneller zu verbessern.
{\displaystyle B=e^{\frac {1300-Z_{0}}{150}}-1}
Der Bremszuschlag B wird nur für Spieler mit DWZ unter 1300 berechnet und nur, wenn die erzielten Punkte weniger oder gleich der Erwartung sind, sonst ist der Bremszuschlag = 0. Der Bremszuschlag ist dafür da, dass die DWZ von schlechteren Spielern nicht so schnell sinkt.
Ferner hängt E auch von der Anzahl der bisher gewerteten Turniere ab. Der Index i der ersten DWZ ist 1 und wird nach jeder Turnierauswertung um 1 erhöht.
So gilt ferner:
{\displaystyle 5\leq E\leq {\begin{cases}\min(30;5i)\quad {\text{wenn    }}B=0\\150\qquad \qquad {\text{ wenn    }}B>0\end{cases}}}
Diese Formel wird nur „ausgewertet“, wenn schon eine DWZ vorliegt, das heißt i größer Null ist. Damit wird E in der Regel auf 5 angehoben, wenn der Koeffizient unter 5 liegt, oder auf 30 gesenkt, wenn E größer als 30 ist. Bei vorhandenen Bremszuschlägen (B > 0) kann E auch darüber hinausgehen.
Im letzten Schritt wird E kaufmännisch zur nächsten ganzen Zahl gerundet.

### Berechnung einer Erst-DWZ
Zur Berechnung einer „Erst-DWZ“ kann die Grundformel nicht verwendet werden. Anhand der Punktausbeute in Prozent wird mit Hilfe der Wahrscheinlichkeitstabelle eine DWZ-Differenz bestimmt. Zu diesem Wert addiert man den DWZ-Durchschnitt der Gegner und erhält eine „Erst-DWZ“. Voraussetzung hierfür sind fünf oder mehr gespielte Partien, die weder alle gewonnen, noch alle verloren wurden.

### Turnierteilnehmer ohne DWZ
Für Spieler, die keine DWZ, aber eine Elo-Zahl  der FIDE haben, wird letztere mit dem Index 6 versehen und als DWZ übernommen. Bei Spielern, die weder eine DWZ noch eine Elo-Zahl der FIDE haben, aber eine nationale Wertungszahl (NWZ) besitzen, wird diese verwendet und eventuell erst in eine DWZ umgerechnet. Der Index wird in diesem Fall gleich Null gesetzt.